# Ronnie Cuber
Donald Edward Cuber, más conocido como Ronnie Cuber (Brooklyn, Nueva York, 25 de diciembre de 1941 - 7 de octubre de 2022) fue un saxofonista estadounidense de jazz.

## Historia
Clarinetista desde muy pequeño, a los 9 años ya tocaba en la banda de su padre. Pero tras descubrir el jazz, se pasa al saxo tenor. En 1959 es reclutado por George Wein para la Newport Youth Band, donde asume el puesto de saxo barítono. Tras terminar sus estudios, toca sucesivamente con Slide Hampton, Kai Winding, Maynard Ferguson y Woody Herman, además de acompañar a artistas de soul y jazz latino, como Aretha Franklin o Eddie Palmieri. En 1966 se incorpora al grupo de George Benson y, poco después, a la banda de Lonnie Smith.
Cuber desarrollará, sobre todo, una carrera importante como músico de estudio, aunque participará también en giras de Frank Zappa, Lee Konitz (1977 y 1979) y Charles Mingus (1978). Volverá después a la big band de Mingus durante la década de 1980, y desarrollará después varios proyectos propios, junto a músicos como Steve Gadd, Georg Wadenius, Incognito, etc.